# Wilaya IV historique
La wilaya IV est l'une des sept wilayas de la guerre d'Algérie située dans la Mitidja, le Titteri, le Dahra et l'Ouarsenis.

## Aperçu
Géographiquement, la wilaya IV historique s'étendait de Boumerdès à Chlef sur le bord de la Méditerranée.
Elle comportait des régions très marquées par la colonisation : l'agglomération algéroise, les collines du Sahel algérois et la plaine de la Mitidja d'une part, la vallée du Chelif d'autre part, séparées par des alignements montagneux (le Titteri, l'Atlas blidéen et le Dahra, ainsi que le massif de l'Ouarsenis).

## Population
C'est une wilaya historique dont la densité de la population berbérophone et arabophone autochtone est moyenne, alors que la population européenne est fortement implantée.
Ses montagnes abritent d'importants noyaux de populations berbérophones, mais la région est en majorité arabophone.

## Atouts révolutionnaires

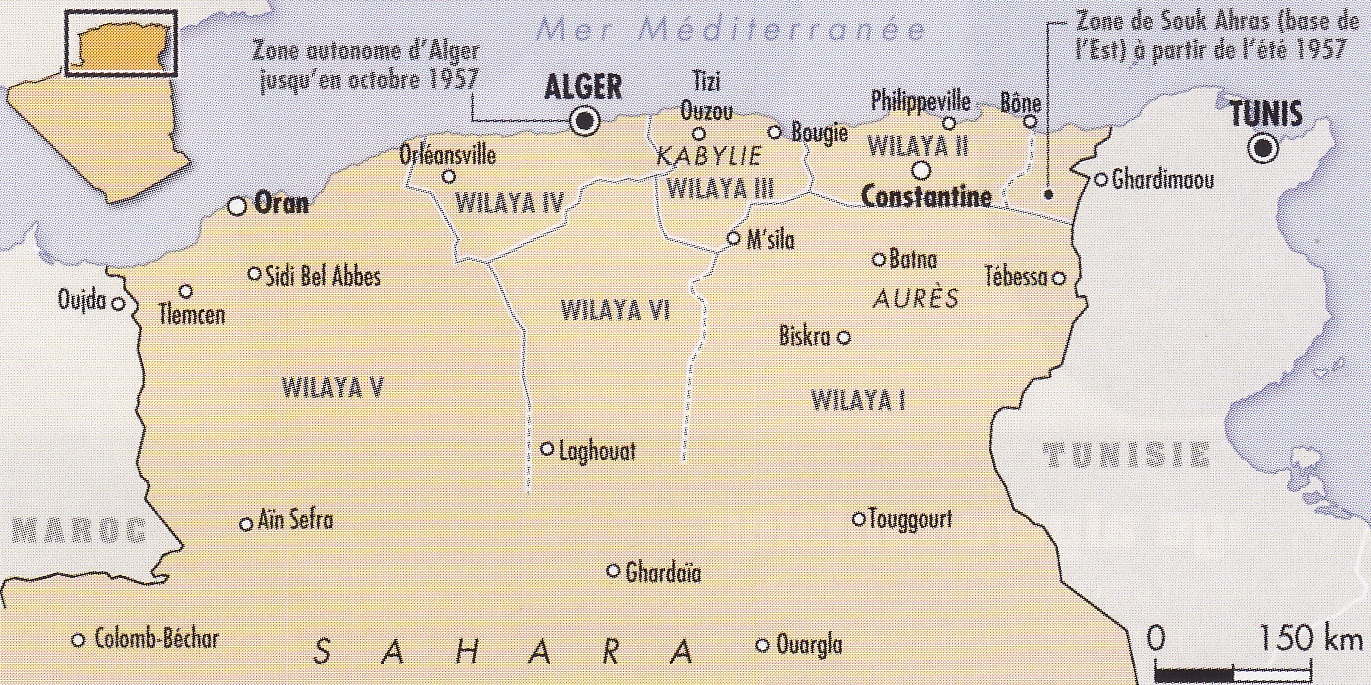
Carte du découpage du territoire algérien en 6 wilayas historiques élaboré lors du congrès de la Soummam en 1956.

L'homogénéité culturelle berbère de cette wilaya historique, ainsi que la précocité de l'implantation du nationalisme algérien, ont fait que les natifs de la région, qu'ils soient résidents ou émigrés en France dans l'entre-deux-guerres, ont grandement participé au succès de la Révolution algérienne.
Très faible en novembre 1954 (50 hommes, presque tous arrêtés), l'organisation se consolide en 1955 par un renfort massif de cadres kabyles (le chef politique d'Alger, Abane Ramdane, et tous les colonels de la wilaya jusqu'en juin 1960), puis en 1956 par la montée au maquis d'étudiants de l'université d'Alger et par le ralliement à l'ALN des Combattants de la liberté, branche armée du Parti communiste algérien (PCA), qui a tenté de créer un « maquis rouge » dans la vallée du Chelif. Elle liquide aisément le faux maquis installé dans la même région par l'ancien dirigeant de l'OS, Belhadj Djilali dit Kobus, qui prétend combattre le FLN communiste ; mais la lutte contre les messalistes l'oblige en 1956 à se séparer de sa zone d'Aumale pour en faire le noyau de la wilaya VI, qu'elle réoccupe deux fois, en 1957 et en 1960. Elle empiète également sur la wilaya V dans l'Ouarsenis.

## Articles connexes

Embuscade de Palestro

## Chefs

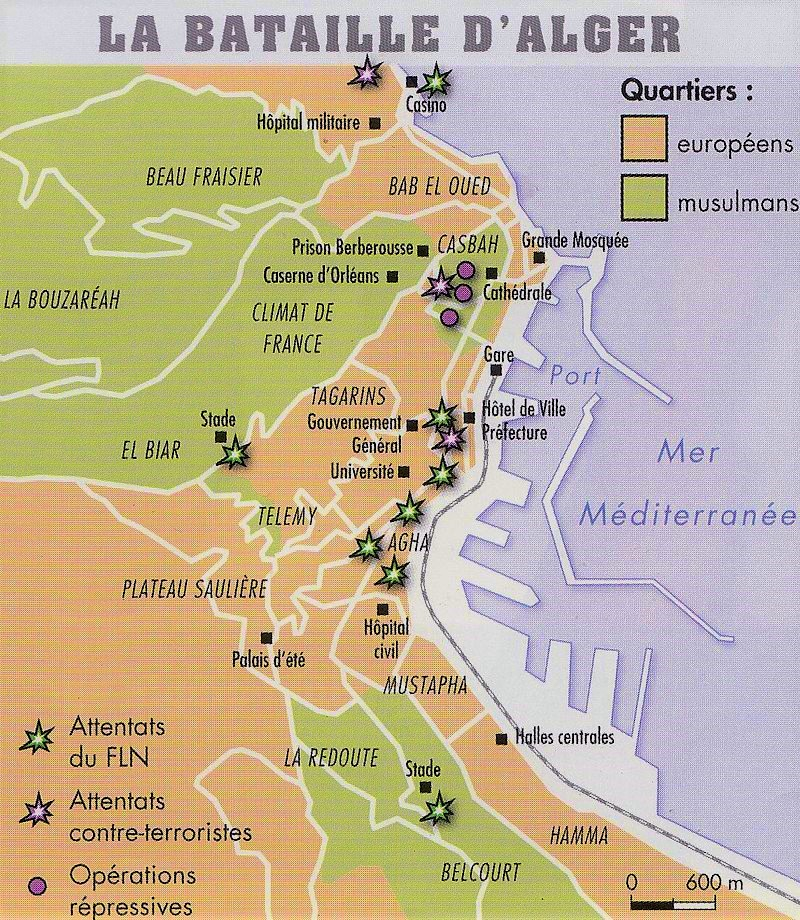
Bataille d'Alger

| Début | Fin  | Image | Colonel           |
| ----- | ---- | ----- | ----------------- |
| 1954  | 1955 |       | Rabah Bitat       |
| 1955  | 1957 |       | Amar Ouamrane     |
| 1957  | 1958 |       | Slimane Dehilès   |
| 1958  | 1959 |       | M'Hamed Bougara\| |
| 1959  | 1961 |       | Mohamed Zamoum    |
| 1961  | 1961 |       | Djilali Bounaâma  |
| 1961  | 1962 |       | Youcef Khatib     |